# Окрасился месяц багрянцем
«Окра́сился ме́сяц багря́нцем» — русская песня в стиле «жестокий романс», написанная композитором Яковом Пригожим на стихи Адельберта фон Шамиссо в переводе Дмитрия Минаева. Из-за того, что имена авторов после появления песни забылись, песня стала считаться русской народной.
Адельберт фон Шамиссо, немецкий учёный-естествоиспытатель французского происхождения, увлекался литературой и писал стихи. В 1828 году им была написана романтическая баллада Nächtliche Fahrt («Ночное путешествие» или «Ночная поездка»). В балладе рассказывалось об обманутой в любви девушке, отомстившей своему бывшему возлюбленному за то, что он её коварно предал: сев к нему в лодку, жестокая ревнивица повела её прямо к бушующим волнам, где заколола кинжалом изменника, а вслед за этим и себя.
Произведения Адельберта фон Шамиссо переводились на русский язык. Поэт и критик Дмитрий Минаев сделал русский перевод, который был опубликован в 1884 году в «Живописном обозрении».
Переведённый на русский язык текст попал к композитору Якову Пригожему, который на эти стихи сочинил музыку. Песня зажила своей жизнью и вскоре стала столь популярной, что получила статус народной: народ запел эту песню, исполняя по-своему забытые слова и заменяя их другими. По этой причине «канонического» текста у песни нет.
Особую популярность песня получила в исполнении Лидии Руслановой. А потом попала в репертуар других исполнителей.
В 1999 году газета русских немцев опубликовала новый перевод Павла Никитина, более близкий к оригиналу. В 2011 году появился новый перевод этой баллады под названием «Ночная прогулка», авторства Даниэля Клугера.